# Худыковский сельский совет
Худыковский сельский совет (укр. Худиківська сільська рада) — входит в состав
Борщёвского района
Тернопольской области
Украины.
Административный центр сельского совета находится в 
с. Худыковцы.

## Населённые пункты совета
- с. Худыковцы